# Piratuba (Gattung)
Piratuba ist eine Gattung der Filarien mit sechs Arten. Sie sind Parasiten bei Echsen.

## Merkmale
Piratuba hat die Merkmale der Oswaldofilariinae, allerdings mit einfach gebautem Ovijektor und etwa gleichen Spicula. Die Kaudalpapillen sind zahlreich, viele sind um den Anus gruppiert, die übrigen am Schwanzende.

## Systematik
Die Gattung enthält folgende Arten:
- Piratuba digiticauda Lent & Freitas, 1941
- Piratuba lanceolata Pelaez & Perez-Reyes, 1960
- Piratuba mitchelli Smith, 1910
- Piratuba prolifica Pelaez & Perez-Reyes, 1959
- Piratuba queenslandica Mackerras, 1962
- Piratuba varanicola Mackerras, 1962